# Landgericht (bayerische Verwaltungseinheit)
Landgerichte in Bayern waren vom  Spätmittelalter bis in die Neuzeit Verwaltungseinheiten der unteren Ebene mit Verwaltungs- und Justizaufgaben. Unterschieden werden die „Landgerichte vor der Säkularisation“ und danach die „Landgerichte älterer Ordnung“ bis zu deren Überführung in Gerichtsbehörden 1862. Die Trennung der administrativen und juristischen Aufgaben ließ die Bezirksämter (ab 1862) und die Amtsgerichte (Umbenennung erfolgte 1879) entstehen. Man verstand unter „Landgericht“ sowohl die Behörde im administrativen Sinn als auch den Gerichtsbezirk (Sprengel) im geographischen Sinn. Das heutige Landgericht nach dem Gerichtsverfassungsgesetz von 1879 entspricht in der ordentlichen Gerichtsbarkeit in Deutschland dem Gericht zwischen Amts- und Oberlandesgericht.

## Landgericht vor der Säkularisation
Die Land- und Pflegegerichte Bayerns gehörten seit Beginn des 14. Jahrhunderts bis zur Säkularisation 1802 zu den unteren Verwaltungseinheiten und waren zugleich Fundamente der bayerischen Militär-, Gerichts- und Finanzverwaltung.

### Entstehung der Land- und Pfleggerichte

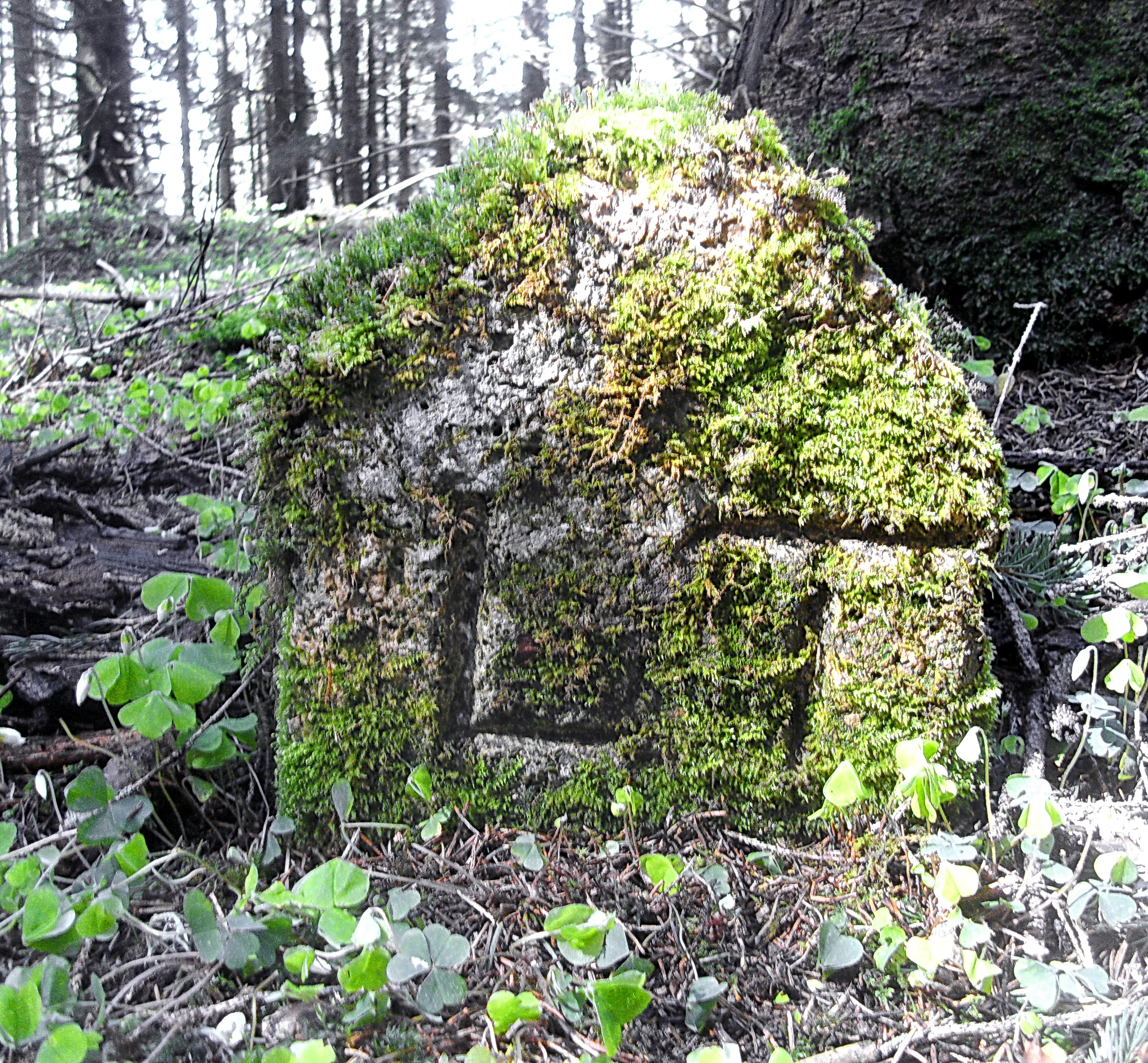
Grenzstein zwischen dem Landgericht Tölz und dem Kloster Tegernsee auf dem Gronetseck oberhalb Gaissach

Die Land- und Pfleggerichte sind Schöpfungen der Herzöge aus dem Hause Wittelsbach. Ihre Einrichtung begann gegen Ende des 13. Jahrhunderts, einzelne Gerichte wurden erst im 15. und 16. Jahrhundert gebildet. Bis zu dieser Zeit hatte es im hohen Mittelalter als unterste Verwaltungs- und Gerichtseinheiten Grafschaften, Vogteien und Herrschaften gegeben. Auch die Wittelsbacher waren Inhaber von Grafschaften und Herrschaften und Träger von Vogteirechten. Zu deren Verwaltung errichteten sie in der ersten Hälfte des 13. Jahrhunderts eine Anzahl von „Ämtern“, die sie durch Beamte, welche den Titel Richter trugen, versehen ließen. Da die meisten gräflichen und hochfreien Geschlechter in Bayern ab der Mitte des 13. Jahrhunderts ausstarben, folgten ihnen die Herzöge im Besitz. So wurde es möglich, aus den Ämtern mehr und mehr abgerundete Sprengel um alte und neue Mittelpunkte zu bilden, die „Gerichte“ genannt wurden. Übergeordnete Behörden der Ämter und der späteren Gerichte waren die ab 1255 sich entwickelnden Viztumämter. 1506 existierten die vier Vitztumämter München und Burghausen für Oberbayern sowie Landshut und Straubing für Niederbayern. Diese wurden in Folge des Landshuter Erbfolgekriegs (1504/05) im Jahre 1507 in Rentämter umbenannt.

### Landrichter und Pfleger
Ursprünglich war meist der Landrichter allein Träger der Amtsgewalt in seinem Bezirk. Als im 14. Jahrhundert die Wittelsbacher zum Schutz der Gerichtsbezirke und damit ihrer Herrschaft überhaupt an den meisten Gerichtssitzen Burgen erbauten und als Burgwarte Pfleger einsetzten, verteilte sich die Gewalt häufig auf zwei Beamte, den Landrichter und den Pfleger. Der Landrichter war in diesem Fall auf die rein richterliche Aufgabe beschränkt und versah die des Pflegers nur vertretungsweise. Der Pfleger aber wurde in Anbetracht der Wichtigkeit des militärischen Schutzes im Gerichtsbezirk allmählich der eigentliche Vorsteher auch der Gerichtsobrigkeit und übte in erster Linie Polizei und Verwaltung aus. In Landgerichten, die keine Burg und damit auch keinen Pfleger an der Spitze hatten, versah diese Aufgabe der Landrichter. Andererseits gab es Gerichte, die zwar mit einer Burgpflege verbunden, aber zu klein waren, um zwei Beamten genügend Beschäftigung zu geben. In solchen Fällen war der Pfleger zugleich auch Landrichter.
Wie im gesamten Heiligen Römischen Reich üblich war die Trennung der Rechtsprechung von der Verwaltung bei den bayerischen Land- und Pfleggerichten nicht umgesetzt. Sie waren sowohl erstinstanzliche Gerichte als auch Verwaltungs-, Polizei- und Steuerbehörden. Als Gericht übten sie die Hochgerichtsbarkeit, in der Regel aber auch die Niedere Gerichtsbarkeit über den größten Teil der Untertanen aus. Allerdings konnten adelige und kirchliche Grundbesitzer in ihren Hofmarken, Edelsitzen und Sedlhöfen die Niedergerichtsbarkeit erlangen. Auch die landsässigen Städte und Märkte verfügten häufig über eigene Niedergerichtsrechte, kaum aber über Hochgerichtsrechte.
Zwischen 1799 und 1801 erfolgte  in Bayern die Bildung des Justizdepartments (seit 1817: Ministerium der Justiz), das für eine Neuorganisation der Gerichte verantwortlich zeichnete. 1802 wurden die bestehenden Land- und Pfleggerichte aufgelöst und durch sogenannte Landgerichte älterer Ordnung ersetzt. Die Sprengel dieser Gerichte wurden dabei völlig neu umschrieben und kleinere Gerichte ganz aufgelöst.

## Landgericht älterer Ordnung
Von 1802 bis 1862 wurde in Bayern die Bezeichnung „Landgericht“ für eine 1802 neugeschaffene, staatliche Verwaltungseinheit der unteren Ebene verwendet, welche Verwaltungsaufgaben ähnlich den heutigen Landkreisen ausübte. Zugleich war dieses neue „Landgericht“ auch Justizorgan der niederen Gerichtsbarkeit und damit die Eingangsinstanz der ordentlichen Gerichtsbarkeit, vergleichbar mit dem heutigen Amtsgericht. Es nahm aber auch Aufgaben der höheren Gerichtsbarkeit wahr (wie heutige Landgerichte) und verrichtete notarielle Tätigkeiten. Zur Unterscheidung von den herzoglichen und später kurfürstlichen bayrischen Land- und Pfleggerichten und zu den Landgerichten im heutigen Sinn werden diese bayrischen Landgerichte des späteren Königreichs in der neueren Literatur als „Landgericht älterer Ordnung“ bezeichnet.

### Entstehung der Landgerichte älterer Ordnung
Als Folge der napoleonischen Kriege in Süddeutschland, die letztlich zum Reichsdeputationshauptschluss, zur Mediatisierung und zur Säkularisation führten, wurde begonnen die Verwaltungsstrukturen Bayerns neu zu gliedern.
Mit einer Verordnung vom 24. März 1802 wurden die seit dem Hochmittelalter bestehenden Land- und Pfleggerichte durch die neue Form der Landgerichte ersetzt. Sie übernahmen deren Aufgaben als Verwaltungsbehörden und Gerichte mit Zuständigkeit für die höhere und niedere Gerichtsbarkeit. Parallel dazu wurden in den kreisunmittelbaren Städten Bayerns 1802/03 eigene Stadtgerichte eingerichtet, die den Landgerichten gleichgestellt waren. Die Stadtgerichte waren jedoch reine Justizorgane ohne Verwaltungsaufgaben. Allen übrigen Städten und Märkten, die nicht Sitz eines Land- oder Stadtgerichtes geworden waren, wurden die Gerichtsrechte 1806 und 1808 entzogen.

### Königreich Bayern
Nach der Gründung des Königreichs Bayern im Jahre 1806 wurde die Verwaltungsgliederung Bayerns 1808 völlig neu gestaltet, um auch die Eingliederung der neu erworbenen Gebiete ins Königreich zu ermöglichen. Minister Montgelas schuf eine effiziente Staatsverwaltung für das vergrößerte Bayern. Er teilte das Land in Verwaltungskreise ein und verwaltete es durch ein neu geschaffenes Beamtenwesen. Diese Verwaltungskreise wurden nach Flüssen benannt, zum Beispiel der Isarkreis mit der Kreishauptstadt München, oder der Lechkreis mit der Kreishauptstadt Augsburg. Von anfänglich fünfzehn wurden sie auf schließlich acht Kreise reduziert. Die Kreise waren wiederum in die Landgerichte untergliedert.
Ab 1838 wurden die Kreise anstelle der Flussnamen nach den alten Herzogtümern benannt. Unter den Nationalsozialisten wurden diese Verwaltungskreise im Rahmen der Gleichschaltung in Regierungsbezirke umbenannt, die als Verwaltungseinheiten der mittleren Ebene weitgehend den heutigen Regierungsbezirken entsprechen. Die Rückbenennung der Bezirke in Kreise (und der Landkreise in Bezirksämter), so wie es die Bayerische Verfassung von 1946 eigentlich vorsah, wurde nach Gründung der Bundesrepublik faktisch nicht mehr durchgeführt.

## Auflösung der Landgerichte älterer Ordnung

### Strukturelle Fehler
Die Funktion der Landgerichte als Verwaltungsbehörde und zugleich Justizorgan wurde als struktureller Fehler der bayerischen Verfassung angesehen, da damit die richterliche Unabhängigkeit berührt war. Der Richter war neben seinem Richteramt durch seine gleichzeitige Funktion als Verwaltungsbeamter weisungsgebunden. Nur in der damals zu Bayern gehörenden Pfalz bestanden schon seit 1816 Landkommissariate neben den Landgerichten.
Um diesen Mangel zu beheben, wurde am 10. Januar 1861 im Königreich das bayrische Gerichtsverfassungsgesetz erlassen. Dieses Gesetz ermöglichte die Trennung von Justiz und Verwaltung.

### Aufteilung in Landgerichte, Bezirksämter und Notariate
Ab 1862 wurden die administrativen Verwaltungsaufgaben aus den Landgerichten herausgelöst und auf die neu geschaffenen Bezirksämter übertragen. Die Bezirksämter wurden 1939 in Landkreise umbenannt.
Gleichzeitig wurde auch die Rechtspflege auf der unteren Ebene von der Justiz getrennt und für die nichtstreitige (freiwillige) Gerichtsbarkeit ab dem 1. Juli 1862 ständige Notariate eingerichtet.
Die verbleibenden Rechtspflegeeinrichtungen behielten zunächst die Bezeichnung Landgericht (sie werden in der Literatur meist nicht von den Landgerichten älterer Ordnung unterschieden).

### Umwandlung der bisherigen Landgerichte in Amtsgerichte
Das Gerichtsverfassungsgesetz von 1877 als erste einheitliche Gerichtsverfassung des Deutschen Reiches begründete das Ende der bisherigen Landgerichte als Eingangsinstanz der niederen Gerichtsbarkeit.  1879 wurden sie reichseinheitlich in Amtsgericht umbenannt.
Gleichzeitig wurden im Königreich Bayern die bisherigen Bezirksgerichte nach dem Gerichtsverfassungsgesetz in Landgerichte der bis heute bestehenden Bedeutung und Funktion (Gericht Zweiter Instanz) umgewandelt. Die den Bezirksgerichten als Berufungsinstanz übergeordneten Appellationsgerichte wurden zu Oberlandesgerichten.